# Onze-Lieve-Vrouwekerk (Amsterdam)
De Kerk van het Onbevlekt Hart van Maria ofwel de Onze-Lieve-Vrouwekerk, ook wel de Moeder Godskerk (Syrisch: ܥܕܬܐ ܕܝܠܕܬ ܐܠܗܐ , Ito dyoldath Aloho) genoemd, is een neogotisch kerkgebouw aan de Keizersgracht 220 in Amsterdam. De kerk is in handen van de Syrisch-orthodoxe Kerk van Antiochië en wordt zowel door de Syrisch-orthodoxen als door rooms-katholieken gebruikt.

## Architectuur
De kerk werd van 1852 tot 1854 gebouwd in opdracht van de paters Redemptoristen, direct naast hun klooster op Keizersgracht 218, en in 1854 in gebruik genomen. Architect was Theo Molkenboer, destijds de belangrijkste kerkenbouwer in het noorden van Nederland, die zijn ontwerp baseerde op dat van de Redemptoristenkerk in Bergen, België. De Onze-Lieve-Vrouwekerk geldt als hoogtepunt in zijn oeuvre en was zijn eerste kerk waarin de klassieke gotische constructie werd toegepast, met uitzondering van de gewelven die uit pleisterwerk bestaan. Ten onrechte wordt de kerk soms genoemd als eerste echte neogotische kerk in Nederland; wel was het de eerste buiten Noord-Brabant en Limburg.
De kerk is een niet-georiënteerde kruisbasiliek en is aan drie kanten ingebouwd.

## Gebruik

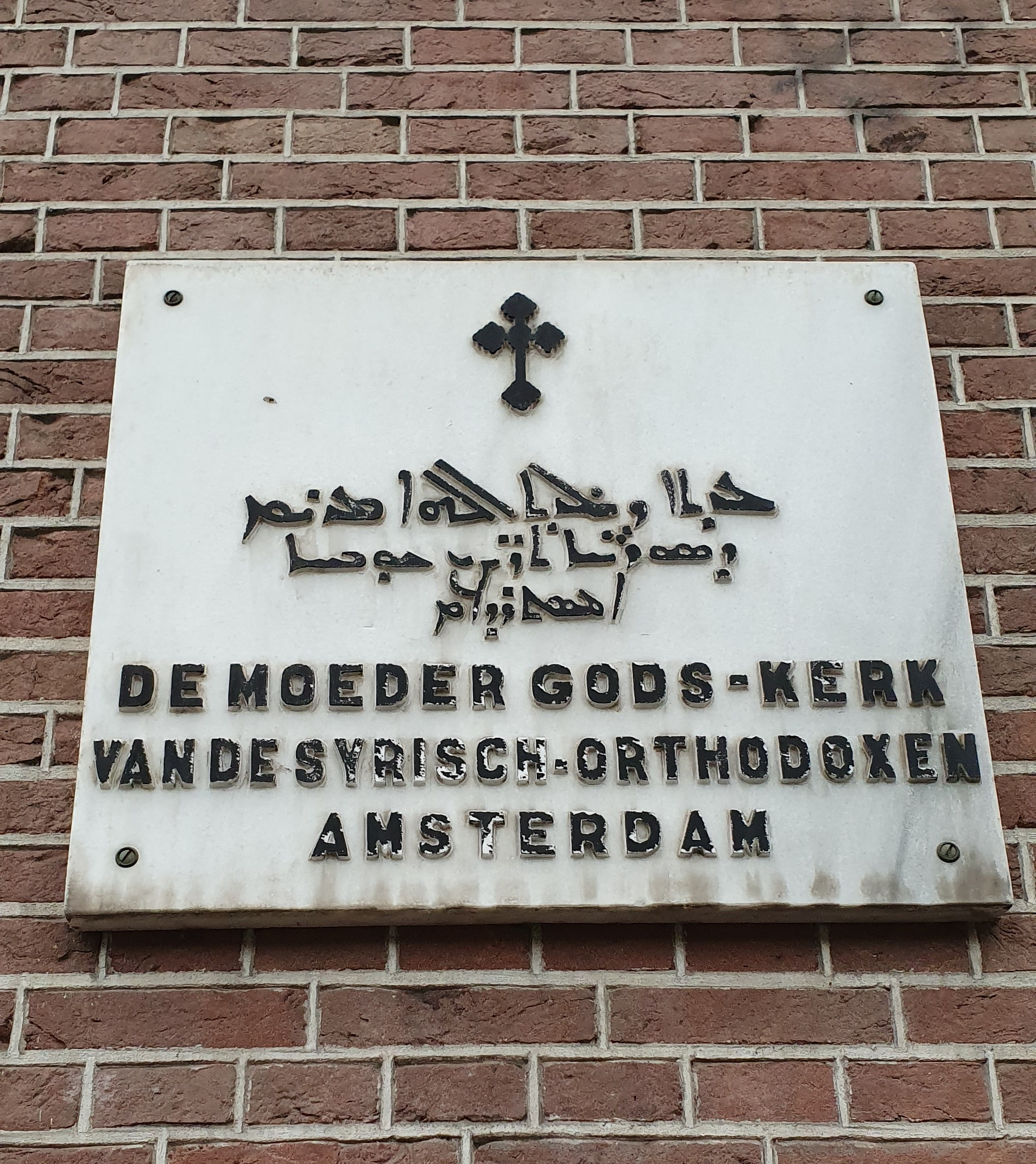
Inscriptie muur MGK Amsterdam

In 1985 verlieten de Redemptoristen de stad vanwege een sterke terugval in het aantal paters en broeders Redemptoristen. De kerk werd aangekocht door de Syrisch-orthodoxen. Sindsdien kreeg de kerk de naam Moeder Godskerk (lett. in het Syrisch: Kerk van de Godbaarster). De kerk werd echter wel opengesteld voor andere kerkgenootschappen. Tegenwoordig wordt de kerk gebruikt door de Syrisch-Orthodoxe gemeenschap in Amsterdam, een Nederlandse rooms-katholieke gemeenschap die wordt bediend door priesters van het Opus Dei en door de Surinaamse rooms-katholieke gemeenschap.
Voor een korte periode werd de kerk tevens gebruikt door de Ethiopisch-orthodoxe Kerk.

## Rectoraatskerk
In 2001 werd het katholieke pastoraat in de binnenstad van Amsterdam gereorganiseerd. Daarbij werd de Sint-Nicolaasparochie de parochie voor de hele binnenstad. De Onze-Lieve-Vrouwekerk werd daarbij, evenals De Krijtberg en de Begijnhofkapel, aangewezen als rectorale kerk. Deze kerken hebben daarom geen pastoor, maar een rector. De kerk is gewijd aan het Onbevlekt Hart van Maria.

## Icoon van Onze-Lieve-Vrouw van Altijddurende Bijstand

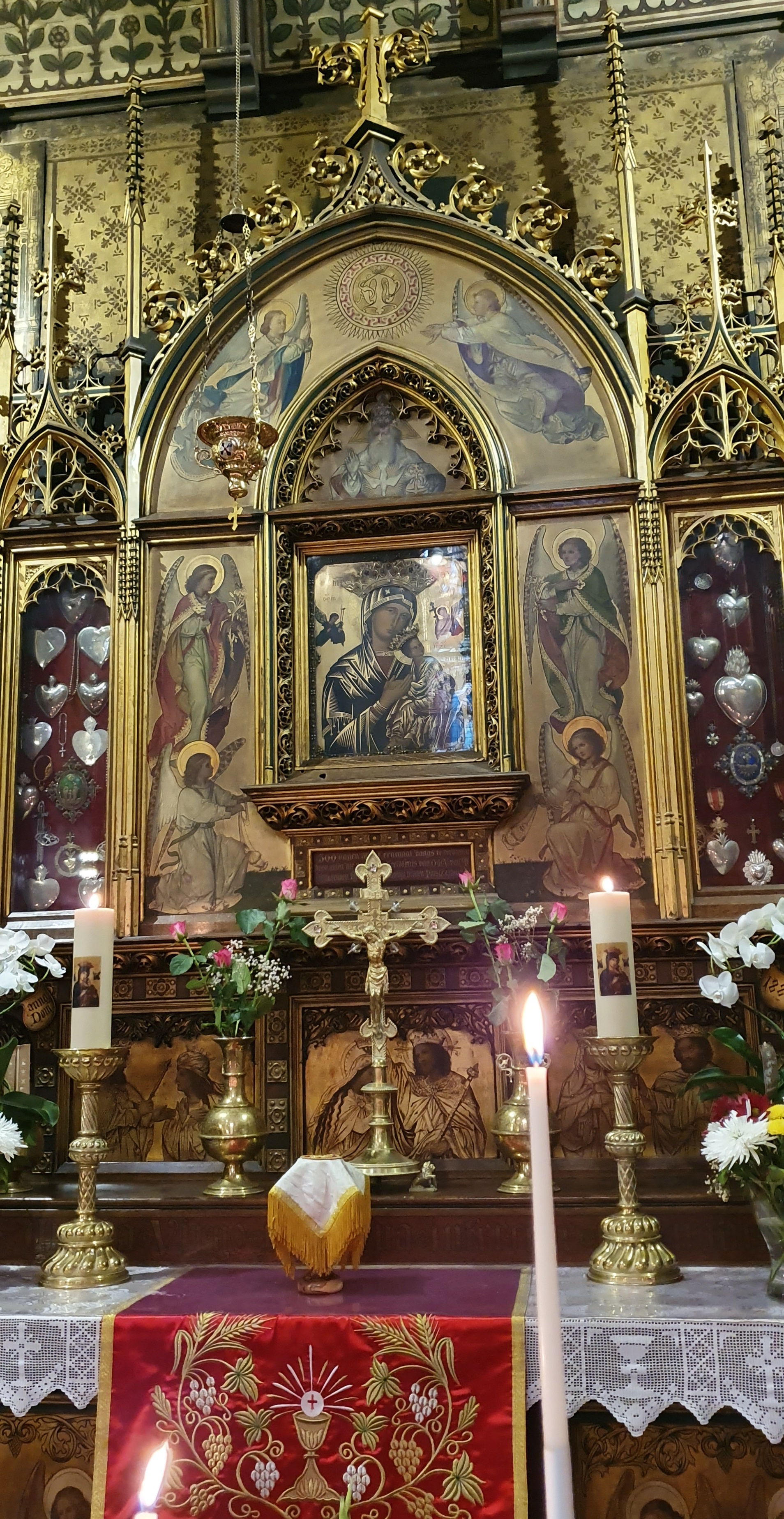
Icoon van Onze Lieve Vrouw van Altijddurende Bijstand in de Moeder Godskerk in Amsterdam

Sinds 1868 is in de Onze-Lieve-Vrouwekerk een authentieke kopie aanwezig van de icoon van Onze-Lieve-Vrouw van Altijddurende Bijstand. De devotie die met deze icoon in verband staat, is nauw verbonden met de paters Redemptoristen.

## Het Onbevlekt Hart van Maria
Dit feest werd door paus Pius XII in 1942 ingesteld voor de gehele Kerk, bij gelegenheid van de 25ste verjaardag van de verschijningen te Fátima. Het feest wordt gevierd op de derde zaterdag na Pinksteren (liturgische kalender).

## Jubileum
De kerk heeft twee jubilea gekend. In 2004 vierde de kerk haar 150-jarig bestaan. Er werd door de gemeenschappen van de kerk onder andere een processie gehouden langs de Amsterdamse grachten. Deze processie langs de grachten is inmiddels een traditie geworden die wordt bijgewoond door meerdere kerkgenootschappen. Dit is inmiddels een terugkerende traditie geworden op Sacramentsdag (tweede zondag na Pinksteren).
In 2010 vierde de Syrisch-orthodoxe Kerk haar 25-jarig jubileum. Op 16 mei 2010 werd samen met andere kerkgemeenschappen gevierd dat de Syrisch-orthodoxen in 1985 de kerk van de katholieken overnamen.